# Under the Table and Dreaming
Under the Table and Dreaming — первый студийный альбом американской рок-группы Dave Matthews Band на мейджор-лейбле, выпущенный 27 сентября 1994 года.

## Описание
Альбом Under the Table and Dreaming был издан менее чем через год после почти полностью концертного альбома Remember Two Things.
В сентябре 1994 года группа была практически неизвестной, но как только «What Would You Say» and «Ants Marching» попали в хит-лист на радио, команда резко набрала популярность.
Название альбома происходит из строчки песни «Ants Marching», седьмого трека с альбома: He remembers being small / playing under the table and dreaming (с англ. — «Он помнит себя маленьким, как он играл под столом и мечтал»).
Альбом был посвящён памяти Энн (In memory of Anne), старшей сестре Мэттьюса — в 1994 году она была убита своим мужем, который после этого совершил самоубийство.

## Критика
Стивен Эрлевайн в рецензии для All Music Guide описал Under the Table and Dreaming как эклектичный поп/рок с элементами инструментальной виртуозности. По его мнению, первый альбом Dave Matthews Band, и в особенности хиты «What Would You Say» and «Ants Marching», выявил способность группы к созданию «цепляющих» поп-песен.
Стив Эванс в журнале Rolling Stone дал положительную рецензию альбому, назвав его одним из самых амбициозных в 1994 году. Он положительно оценил сложные гармонии и тонкие ритмические переходы в песнях и «великолепный вокал» Мэттьюса. По мнению обозревателя, музыка группы не поддаётся классификации, поскольку «Dave Matthews Band звучат как четыре или пять групп в одной».
По выражению Кеннета Партриджа из Billboard, Dave Matthews Band проявились как джэм-группа, а альбом «полон таинственных песен», которые, начинаясь как «тёмные и нервные», по мере развития становятся «яркими» и прекрасно подходят для пения зрителями на концертах. По его мнению, альбом имеет нетрадиционный звук, Партридж описал его как рок-фьюжн с «эллиптическими песнями», в которых звучат скрипка и саксофон с запутанными акустическими элементами из джаза и world music.

## Список композиций
Слова и музыка всех песен — Дэйв Мэттьюс, кроме «#34» — Мэтьюс, Лерой Мур, Картер Бьюфорд и Хейнс Фуллертон.
| №   | Название                    | Длительность |
| --- | --------------------------- | ------------ |
| 1.  | «The Best of What's Around» | 4:17         |
| 2.  | «What Would You Say»        | 3:43         |
| 3.  | «Satellite»                 | 4:52         |
| 4.  | «Rhyme & Reason»            | 5:16         |
| 5.  | «Typical Situation»         | 5:59         |
| 6.  | «Dancing Nancies»           | 6:08         |
| 7.  | «Ants Marching»             | 4:31         |
| 8.  | «Lover Lay Down»            | 5:38         |
| 9.  | «Jimi Thing»                | 5:57         |
| 10. | «Warehouse»                 | 7:06         |
| 11. | «Pay for What You Get»      | 4:35         |
| 12. | «#34»                       | 4:58         |

| №   | Название                                  | Длительность |
| --- | ----------------------------------------- | ------------ |
| 13. | «Granny»                                  | 3:56         |
| 14. | «Dancing Nancies» (акустическая)          | 4:13         |
| 15. | «The Song That Jane Likes» (акустическая) | 2:56         |

Во время сессий был записан ряд песен, не вошедших в альбом:
- «Say Goodbye» (песня вошла в следующий студийный альбом группы Crash)
- «Let You Down» (песня вошла в следующий студийный альбом группы Crash)
- «Get in Line»
- «Kind Intentions» (также известна под названием «#32»)

С альбома было выпущено пять синглов: «What Would You Say» (ноябрь 1994), «Jimi Thing» (1995), «Typical Situation» (1995), «Ants Marching» (сентябрь 1995), «Satellite» (1995).

## Участники записи
Dave Matthews Band:
- Картер Бьюфорд — ударные, перкуссия, вокал
- Стефан Лессард — бас-гитара
- Дэйв Мэттьюс — вокал, акустическая гитара
- Лерой Мур — альт, сопрано и тенор саксофоны; вокал; флейта
- Бойд Тинсли — скрипка, вокал

Дополнительный персонал:
- Джон Алагия — дополнительный вокал на «Dancing Nancies» и «What Would You Say»
- Стив Форман — дополнительная перкуссия на «Typical Situation»
- Майкл МакДональд — дополнительный вокал на «Dancing Nancies» и «What Would You Say»
- Эндрю Пейдж — дополнительный вокал на «Dancing Nancies» и «What Would You Say»
- Джон Поппер — губная гармоника на «What Would You Say»
- Тим Рейнольдс — акустическая гитара, электрогитара
- Джефф Томас — дополнительный вокал на «Dancing Nancies» и «What Would You Say»
- Тед Дженсен — мастеринг

## Позиции в чартах и сертификации
В чарте Billboard альбом дебютировал на 34 строчке. В дальнейшем ему удалось подняться только до одиннадцатой позиции, но зато он «проложил дорогу» для последующих альбомов группы: Crash (1996) занял вторую строчку, а шесть последующих — первую.
Альбом имел коммерческий успех. К октябрю 1997 года было продано пять миллионов копий Under the Table and Dreaming, а 16 марта 2000 года, когда объём продаж достиг шести миллионов, альбом получил сертификат RIAA шестикратно платинового альбома.